# 猿楽町 (渋谷区)
猿楽町（さるがくちょう）は、東京都渋谷区にある町名。「丁目」の設定のない単独町名である。住居表示実施済区域。

## 地理
東京都渋谷区の南西部に位置する。北部は渋谷区鶯谷町、東部は、山手線の線路境に同区渋谷に接する。南部は八幡通りを境に同区代官山町、西部は旧山手通りを境に目黒区青葉台に接する。
地域内に鉄道駅はないが、東急東横線代官山駅が近くにある。また、渋谷駅も徒歩圏内にある。地域内は住宅地であるが、代官山駅付近ではオフィスビルや各種店舗なども見られる。

### 地価
住宅地の地価は、2024年（令和6年）7月1日の地価調査によれば、猿楽町15-3の地点で173万円/m2となっている。

## 歴史

### 地名の由来
古墳時代末期の円墳、猿楽塚に由来する。塚の由来には諸説ある。塚の上からは遠くの山々を望むことができたことから斥候（ものみ）塚、去我苦塚とも呼ばれた。
もともと大小2基があり、間を鎌倉街道が通っていた。大正時代朝倉家がそのうちの一つを打ち壊したところ武具が見つかり、その後当主と作業をした親方が奇病に取り付かれ、武具を埋め戻したところまもなく快復したことから、残された塚の上に猿楽神社が創建された。現在、ヒルサイドテラス内に残っている。

## 世帯数と人口
2024年（令和6年）12月1日現在（渋谷区発表）の世帯数と人口は以下の通りである。
- 世帯数 : 1,102世帯
- 人口 : 1,977人

### 人口の変遷
国勢調査による人口の推移。
| 年                 | 人口  |
| ------------------ | ----- |
| 1995年（平成7年）  | 2,082 |
| 2000年（平成12年） | 2,079 |
| 2005年（平成17年） | 2,087 |
| 2010年（平成22年） | 1,642 |
| 2015年（平成27年） | 1,945 |
| 2020年（令和2年）  | 1,921 |

### 世帯数の変遷
国勢調査による世帯数の推移。
| 年                 | 世帯数 |
| ------------------ | ------ |
| 1995年（平成7年）  | 907    |
| 2000年（平成12年） | 961    |
| 2005年（平成17年） | 974    |
| 2010年（平成22年） | 897    |
| 2015年（平成27年） | 1,019  |
| 2020年（令和2年）  | 1,108  |

## 学区
区立小・中学校に通う場合、学区は以下の通りとなる（2023年3月時点）。
- 区域 : 全域
  - 小学校 : 渋谷区立猿楽小学校
  - 中学校 : 渋谷区立鉢山中学校

## 事業所
2021年（令和3年）現在の経済センサス調査による事業所数と従業員数は以下の通りである。
- 事業所数 : 423事業所
- 従業員数 : 3,756人

### 事業者数の変遷
経済センサスによる事業所数の推移。
| 年                 | 事業者数 |
| ------------------ | -------- |
| 2016年（平成28年） | 375      |
| 2021年（令和3年）  | 423      |

### 従業員数の変遷
経済センサスによる従業員数の推移。
| 年                 | 従業員数 |
| ------------------ | -------- |
| 2016年（平成28年） | 3,733    |
| 2021年（令和3年）  | 3,756    |

## 経済

### 産業
企業
- パパドゥ（芸能事務所）

## 施設
- ヒルサイドテラス

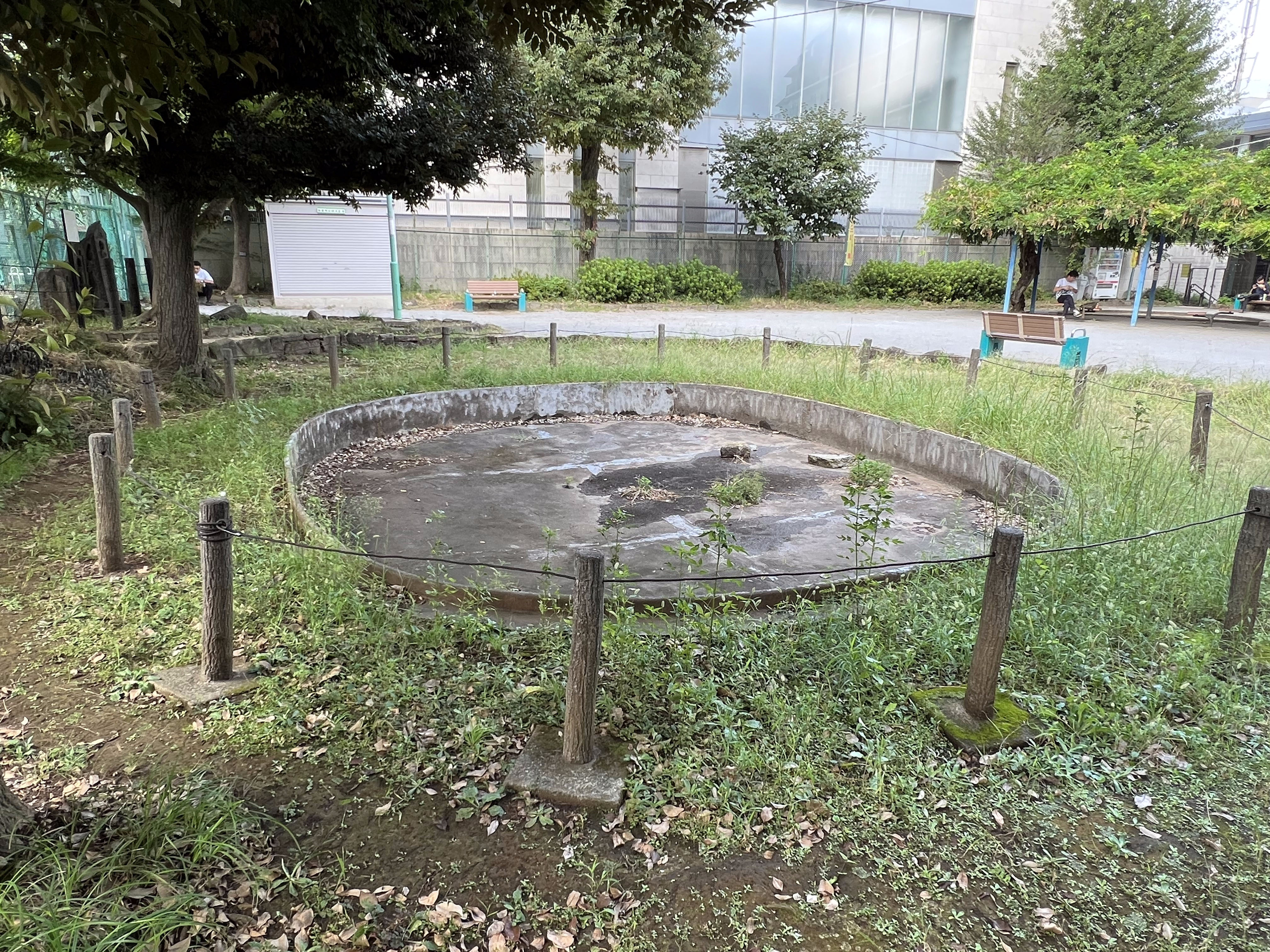
猿楽古代住居跡

- 猿楽古代住居跡公園 - もともと渋谷区が1977年に公園用地として買い取ったものであるが、弥生時代後期の住居跡が発掘され、このような形で保存された。翌年には住居が復元されたが、焼失した。
- デンマーク大使館
- 代官山T-Site

## 名所・旧跡
- 旧朝倉家住宅

## 出身・ゆかりのある人物
- 朝倉永三（家主）[15]
- 朝倉虎治郎（東洋青物市場顧問[15]、東京府多額納税者[16]、精米商、政治家、東京府会議員・同議長）
- 朝倉八郎（地家主）[15]
- 森赫子（女優、作家）

## 舞台とする作品

### 映画
- 猿楽町で会いましょう（2019年製作、2021年公開）

## その他

### 日本郵便
- 郵便番号 : 150-0033[3]（集配局 : 渋谷郵便局[17]）。